# Jean-Pierre Cottanceau
Jean-Pierre Cottanceau SSCC (ur. 14 stycznia 1953 w Ussel) – francuski duchowny katolicki, arcybiskup Papeete od 2017.

## Życiorys
W roku 1970 wstąpił do nowicjatu sercanów białych i w tymże zakonie złożył śluby wieczyste 16 kwietnia 1979. 10 maja 1980 przyjął święcenia kapłańskie. Po święceniach pracował we francuskiej prowincji zakonnej, pełniąc funkcje m.in. kapelana kilku paryskich szkół oraz radnego prowincjalnego. W 1998 został skierowany do Polinezji Francuskiej. Przez kilkanaście lat kierował tamtejszymi konwentami i parafiami zakonnymi, a w latach 2010–2015 przebywał na Filipinach jako wychowawca w seminarium w Quezon City.
28 sierpnia 2015 roku otrzymał nominację na administratora apostolskiego archidiecezji Papeete. 16 grudnia 2016 został mianowany jej arcybiskupem metropolitą. Sakrę biskupią przyjął 18 lutego 2017 z rąk arcybiskupa Numei Michela-Marie Calvet.